# 1 000 kilomètres du Nürburgring 1984
Navigation
Édition précédente Édition suivante
Les 1 000 kilomètres du Nürburgring 1984 (officiellement appelé le  ADAC 1000 km-Rennen ), disputées le 15 juillet 1984 sur le Nürburgring, ont été la trente-et-unième édition de cette épreuve et la quatrième manche du Championnat du monde des voitures de sport 1984.

## La course

### Classement de la course
Voici le classement officiel au terme de la course,,.
- Les premiers de chaque catégorie du championnat du monde sont signalés par un fond jaune.
- Pour la colonne Pneus, il faut passer le curseur au-dessus du modèle pour connaître le manufacturier de pneumatiques.
- Les voitures ne réussissant pas à parcourir 75% de la distance du gagnant sont non classées (NC).

| Pos  | Classe   | no  | Écurie                         | Pilotes                                                  | Châssis                             | Pneus | Tours | Temps                 |
| Pos  | Classe   | no  | Écurie                         | Pilotes                                                  | Moteur                              | Pneus | Tours | Temps                 |
| ---- | -------- | --- | ------------------------------ | -------------------------------------------------------- | ----------------------------------- | ----- | ----- | --------------------- |
| 1    | C1       | 2   | Rothmans Porsche               | Stefan Bellof Derek Bell                                 | Porsche 956                         | D     | 207   | 6 h 0 min 43 s 590    |
| 1    | C1       | 2   | Rothmans Porsche               | Stefan Bellof Derek Bell                                 | Porsche Type-935 2,6 l Flat-6 Turbo | D     | 207   | 6 h 0 min 43 s 590    |
| 2    | C1       | 33  | Skoal Bandit Porsche Team      | David Hobbs Thierry Boutsen                              | Porsche 956B                        | Y     | 207   | + 15 s 680            |
| 2    | C1       | 33  | Skoal Bandit Porsche Team      | David Hobbs Thierry Boutsen                              | Porsche Type-935 2,6 l Flat-6 Turbo | Y     | 207   | + 15 s 680            |
| 3    | C1       | 5   | Martini Lancia                 | Alessandro Nannini Paolo Barilla                         | Lancia LC2                          | D     | 206   | + 1 tour              |
| 3    | C1       | 5   | Martini Lancia                 | Alessandro Nannini Paolo Barilla                         | Ferrari 308C 3,0 l V8 Turbo         | D     | 206   | + 1 tour              |
| 4    | C1       | 14  | GTi Engineering / Canon Racing | Jonathan Palmer Jan Lammers Christian Danner             | Porsche 956                         | D     | 205   | + 2 tours             |
| 4    | C1       | 14  | GTi Engineering / Canon Racing | Jonathan Palmer Jan Lammers Christian Danner             | Porsche Type-935 2,6 l Flat-6 Turbo | D     | 205   | + 2 tours             |
| 5    | C1       | 10  | Porsche Kremer Racing          | Marc Surer Manfred Winkelhock                            | Porsche 956B                        | D     | 204   | + 3 tours             |
| 5    | C1       | 10  | Porsche Kremer Racing          | Marc Surer Manfred Winkelhock                            | Porsche Type-935 2,6 l Flat-6 Turbo | D     | 204   | + 3 tours             |
| 6    | C1       | 19  | Team Gaggia Porsche            | Oscar Larrauri Massimo Sigala                            | Porsche 956                         | D     | 203   | + 4 tours             |
| 6    | C1       | 19  | Team Gaggia Porsche            | Oscar Larrauri Massimo Sigala                            | Porsche Type-935 2,6 l Flat-6 Turbo | D     | 203   | + 4 tours             |
| 7    | C1       | 1   | Rothmans Porsche               | Jochen Mass Jacky Ickx                                   | Porsche 956                         | D     | 201   | + 6 tours             |
| 7    | C1       | 1   | Rothmans Porsche               | Jochen Mass Jacky Ickx                                   | Porsche Type-935 2,6 l Flat-6 Turbo | D     | 201   | + 6 tours             |
| 8    | C1       | 7   | New Man Joest Racing           | Stefan Johansson Henri Pescarolo Ayrton Senna            | Porsche 956                         | D     | 197   | + 10 tours            |
| 8    | C1       | 7   | New Man Joest Racing           | Stefan Johansson Henri Pescarolo Ayrton Senna            | Porsche Type-935 2,6 l Flat-6 Turbo | D     | 197   | + 10 tours            |
| 9    | C1       | 20  | Brun Motorsport                | Walter Brun Prince Leopold von Bayern                    | Porsche 956                         | D     | 196   | + 11 tours            |
| 9    | C1       | 20  | Brun Motorsport                | Walter Brun Prince Leopold von Bayern                    | Porsche Type-935 2,6 l Flat-6 Turbo | D     | 196   | + 11 tours            |
| 10   | C1       | 12  | Schornstein Racing Team        | Volkert Merl Dieter Schornstein "John Winter"            | Porsche 956                         | D     | 194   | + 13 tours            |
| 10   | C1       | 12  | Schornstein Racing Team        | Volkert Merl Dieter Schornstein "John Winter"            | Porsche Type-935 2,6 l Flat-6 Turbo | D     | 194   | + 13 tours            |
| 11   | C1       | 55  | Skoal Bandit Porsche Team      | Rupert Keegan Guy Edwards                                | Porsche 956                         | Y     | 191   | + 16 tours            |
| 11   | C1       | 55  | Skoal Bandit Porsche Team      | Rupert Keegan Guy Edwards                                | Porsche Type-935 2,6 l Flat-6 Turbo | Y     | 191   | + 16 tours            |
| 12   | C1       | 4   | Martini Lancia                 | Riccardo Patrese Bob Wollek                              | Lancia LC2                          | D     | 189   | + 18 tours            |
| 12   | C1       | 4   | Martini Lancia                 | Riccardo Patrese Bob Wollek                              | Ferrari 308C 3,0 l V8 Turbo         | D     | 189   | + 18 tours            |
| 13   | C2       | 70  | Spice-Tiga Racing              | Gordon Spice Ray Bellm Neil Crang                        | Tiga GC84                           | A     | 185   | + 22 tours            |
| 13   | C2       | 70  | Spice-Tiga Racing              | Gordon Spice Ray Bellm Neil Crang                        | Ford Cosworth DFL 3,3 l V8 Atmo     | A     | 185   | + 22 tours            |
| 14   | C2       | 67  | The B.F. Goodrich Co.          | Jim Busby Pete Halsmer (en)                              | Lola T616                           | BF    | 178   | + 29 tours            |
| 14   | C2       | 67  | The B.F. Goodrich Co.          | Jim Busby Pete Halsmer (en)                              | Mazda 13B 1,3 l 2-Rotor             | BF    | 178   | + 29 tours            |
| 15   | C1       | 11  | Kremer Racing                  | Kees Kroesemeijer George Fouché                          | Porsche-Kremer CK5                  | G     | 177   | + 30 tours            |
| 15   | C1       | 11  | Kremer Racing                  | Kees Kroesemeijer George Fouché                          | Porsche Type-935 2,6 l Flat-6 Turbo | G     | 177   | + 30 tours            |
| 16   | B        | 106 | Helmut Gall                    | Helmut Gall Kurt König (de) Altfrid Heger                | BMW M1                              | D     | 175   | + 32 tours            |
| 16   | B        | 106 | Helmut Gall                    | Helmut Gall Kurt König (de) Altfrid Heger                | BMW M88/1 3,5 l I6 Atmo             | D     | 175   | + 32 tours            |
| 17   | B        | 109 | Rolf Göring                    | Rolf Göring Fritz Müller Hans-Jörg Dürig                 | BMW M1                              | D     | 175   | + 32 tours            |
| 17   | B        | 109 | Rolf Göring                    | Rolf Göring Fritz Müller Hans-Jörg Dürig                 | BMW M88/1 3,5 l I6 Atmo             | D     | 175   | + 32 tours            |
| 18   | IMSA GTX | 65  | Tuff Kote Dinol Racing         | Jan Lundgårdh Kurt Simonsen                              | Porsche 935 L1                      | ?     | 174   | + 33 tours            |
| 18   | IMSA GTX | 65  | Tuff Kote Dinol Racing         | Jan Lundgårdh Kurt Simonsen                              | Porsche Type-930 2,9 l Flat-6 Turbo | ?     | 174   | + 33 tours            |
| 19   | B        | 101 | Jens Winther                   | Jens Winther Lars Viggo Jensen (pl) David Mercer         | BMW M1                              | A     | 174   | + 33 tours            |
| 19   | B        | 101 | Jens Winther                   | Jens Winther Lars Viggo Jensen (pl) David Mercer         | BMW M88/1 3,5 l I6 Atmo             | A     | 174   | + 33 tours            |
| 20   | IMSA GTX | 64  | Vittorio Coggiola              | "Victor" Gianni Giudici Angelo Pallavicini (pl)          | Porsche 935                         | ?     | 173   | + 34 tours            |
| 20   | IMSA GTX | 64  | Vittorio Coggiola              | "Victor" Gianni Giudici Angelo Pallavicini (pl)          | Porsche Type-930 3,2 l Flat-6 Turbo | ?     | 173   | + 34 tours            |
| 21   | C1       | 18  | Obermaier Racing               | Jürgen Lässig David Sutherland Mike Thackwell            | Porsche 956                         | D     | 171   | + 36 tours            |
| 21   | C1       | 18  | Obermaier Racing               | Jürgen Lässig David Sutherland Mike Thackwell            | Porsche Type-935 2,6 l Flat-6 Turbo | D     | 171   | + 36 tours            |
| 22   | B        | 113 | Strandell Motors               | Kenneth Leim Götz von Tschirnhaus (de)                   | Porsche 930                         | ?     | 167   | + 40 tours            |
| 22   | B        | 113 | Strandell Motors               | Kenneth Leim Götz von Tschirnhaus (de)                   | Porsche Type-930 3,3 l Flat-6 Turbo | ?     | 167   | + 40 tours            |
| 23   | C2       | 73  | Gebhardt Motorsport            | Frank Jelinski Günther Gebhardt (de) Mario Ketterer (de) | Gebhardt JC843                      | A     | 161   | + 46 tours            |
| 23   | C2       | 73  | Gebhardt Motorsport            | Frank Jelinski Günther Gebhardt (de) Mario Ketterer (de) | Ford Cosworth DFV 3,0 l V8 Atmo     | A     | 161   | + 46 tours            |
| 24   | C2       | 80  | Jolly Club                     | Carlo Facetti Martino Finotto Alfredo Sebastiani         | Alba AR2 (de)                       | A     | 160   | + 47 tours            |
| 24   | C2       | 80  | Jolly Club                     | Carlo Facetti Martino Finotto Alfredo Sebastiani         | Giannini Carma FF 1,9 l I4 Turbo    | A     | 160   | + 47 tours            |
| 25   | B        | 112 | Bernd Schiller                 | Wolfgang Braun Roy Baker Claude Haldi                    | Porsche 930                         | ?     | 159   | + 48 tours            |
| 25   | B        | 112 | Bernd Schiller                 | Wolfgang Braun Roy Baker Claude Haldi                    | Porsche Type-930 3,3 l Flat-6 Turbo | ?     | 159   | + 48 tours            |
| 26   | B        | 104 | Dr. von Staehr                 | Wolf-Georg von Staehr Ulli Richter                       | Porsche 924 Carrera GTS             | P     | 159   | + 48 tours            |
| 26   | B        | 104 | Dr. von Staehr                 | Wolf-Georg von Staehr Ulli Richter                       | Porsche 2,0 l I4 Turbo              | P     | 159   | + 48 tours            |
| 27   | IMSA GTP | 88  | Ark Racing                     | Max Payne Chris Ashmore                                  | Ceekar 83J                          | A     | 156   | + 51 tours            |
| 27   | IMSA GTP | 88  | Ark Racing                     | Max Payne Chris Ashmore                                  | Ford Cosworth BDX 2,0 l I4 Atmo     | A     | 156   | + 51 tours            |
| 28   | B        | 115 | Probst und Mentel              | Helge Probst Knuth Mentel Karl-Heinz Gürthler            | Porsche 928S                        | ?     | 154   | + 53 tours            |
| 28   | B        | 115 | Probst und Mentel              | Helge Probst Knuth Mentel Karl-Heinz Gürthler            | Porsche 4,7 l V8 Atmo               | ?     | 154   | + 53 tours            |
| NC   | B        | 114 | Peter Reuter                   | Peter Reuter Uwe Reich (de) Wolf-Dieter Feuerlein        | Porsche 930                         | ?     | 143   | + 64 tours            |
| NC   | B        | 114 | Peter Reuter                   | Peter Reuter Uwe Reich (de) Wolf-Dieter Feuerlein        | Porsche Type-930 3,3 l Flat-6 Turbo | ?     | 143   | + 64 tours            |
| NC   | C2       | 85  | Hubert Striebig                | Hubert Striebig Noël del Bello (de) Max Cohen-Olivar     | Sthemo SM C2                        | ?     | 138   | + 69 tours            |
| NC   | C2       | 85  | Hubert Striebig                | Hubert Striebig Noël del Bello (de) Max Cohen-Olivar     | BMW M88/1 3,5 l I6 Atmo             | ?     | 138   | + 69 tours            |
| Abd. | C2       | 82  | Maurizio Gellini               | Maurizio Gellini Pasquale Barberio Gerardo Vatielli      | Alba AR3                            | ?     | 119   | Boite de vitesses     |
| Abd. | C2       | 82  | Maurizio Gellini               | Maurizio Gellini Pasquale Barberio Gerardo Vatielli      | Ford Cosworth DFL 3,3 l V8 Atmo     | ?     | 119   | Boite de vitesses     |
| Abd. | B        | 111 | Walter Mertes                  | Walter Mertes Olaf Manthey                               | BMW M1                              | G     | 116   | Moteur                |
| Abd. | B        | 111 | Walter Mertes                  | Walter Mertes Olaf Manthey                               | BMW M88/1 3,5 l I6 Atmo             | G     | 116   | Moteur                |
| Abd. | C2       | 81  | Jolly Club                     | Almo Coppelli Davide Pavia (de) Guido Daccò (en)         | Alba AR2 (de)                       | A     | 88    | Boite de vitesses     |
| Abd. | C2       | 81  | Jolly Club                     | Almo Coppelli Davide Pavia (de) Guido Daccò (en)         | Giannini Carma FF 1,9 l I4 Turbo    | A     | 88    | Boite de vitesses     |
| Abd. | C1       | 9   | Schiesser (en) Porsche Brun    | Hans-Joachim Stuck Harald Grohs                          | Porsche 956B                        | D     | 180   | Accident              |
| Abd. | C1       | 9   | Schiesser (en) Porsche Brun    | Hans-Joachim Stuck Harald Grohs                          | Porsche Type-935 2,6 l Flat-6 Turbo | D     | 180   | Accident              |
| Abd. | C2       | 94  | Siegfried Rieger               | Siegfried Rieger Rolf Götz (de) Carl Kirsts              | Rieger C2                           | ?     | 64    | Boite de vitesses     |
| Abd. | C2       | 94  | Siegfried Rieger               | Siegfried Rieger Rolf Götz (de) Carl Kirsts              | Ford Cosworth DFV 3,5 l V8 Atmo     | ?     | 64    | Boite de vitesses     |
| Abd. | B        | 116 | Georg Memminger (de)           | Georg Memminger (de) Heinz Kuhn-Weiss (de) Bruno Rebai   | Porsche 930                         | ?     | 62    | Accident              |
| Abd. | B        | 116 | Georg Memminger (de)           | Georg Memminger (de) Heinz Kuhn-Weiss (de) Bruno Rebai   | Porsche Type-930 3,3 l Flat-6 Turbo | ?     | 62    | Accident              |
| Abd. | C2       | 68  | The B.F. Goodrich Co.          | Rick Knoop (de) Dieter Quester                           | Lola T616                           | BF    | 53    | Boite de vitesses     |
| Abd. | C2       | 68  | The B.F. Goodrich Co.          | Rick Knoop (de) Dieter Quester                           | Mazda 13B 1,3 l 2-Rotor             | BF    | 53    | Boite de vitesses     |
| Abd. | B        | 102 | Racing Team Jürgensen GmbH     | Hans Christian Jürgensen Edgar Dören Jürgen Fritzsche    | BMW M1                              | ?     | 48    | Abandon               |
| Abd. | B        | 102 | Racing Team Jürgensen GmbH     | Hans Christian Jürgensen Edgar Dören Jürgen Fritzsche    | BMW M88/1 3,5 l I6 Atmo             | ?     | 48    | Abandon               |
| Abd. | C2       | 72  | Gebhardt Motorsport            | Jan Thoelke (de) Udo Wagenhäuser Jürgen Weiler           | Gebhardt JC842                      | A     | 39    | Boite de vitesses     |
| Abd. | C2       | 72  | Gebhardt Motorsport            | Jan Thoelke (de) Udo Wagenhäuser Jürgen Weiler           | BMW M12/7 2,0 l I4 Atmo             | A     | 39    | Boite de vitesses     |
| Abd. | C1       | 38  | Motorsportclub Rosenheim e.V.  | Martin Wagenstetter Kurt Hild                            | Lotec C302                          | ?     | 27    | Abandon               |
| Abd. | C1       | 38  | Motorsportclub Rosenheim e.V.  | Martin Wagenstetter Kurt Hild                            | Ford Cosworth DFL 3,3 l V8 Atmo     | ?     | 27    | Abandon               |
| Abd. | B        | 111 | Charles Ivey Racing            | Paul Smith (de) Pete Lovett (en) Roger Eccles            | Porsche 930                         | A     | 9     | Moteur                |
| Abd. | B        | 111 | Charles Ivey Racing            | Paul Smith (de) Pete Lovett (en) Roger Eccles            | Porsche Type-930 3,3 l Flat-6 Turbo | A     | 9     | Moteur                |
| Abd. | C1       | 48  | GWB Ford Zakspeed Team         | Klaus Ludwig Klaus Niedzwiedz                            | Zakspeed C1/8                       | G     | 2     | Arbre de transmission |
| Abd. | C1       | 48  | GWB Ford Zakspeed Team         | Klaus Ludwig Klaus Niedzwiedz                            | Ford Cosworth DFL 3,3 l V8 Atmo     | G     | 2     | Arbre de transmission |
| Np.  | C1       | 16  | GTi Engineering                | Vern Schuppan Christian Danner                           | Porsche 956                         | D     | -     | Accident              |
| Np.  | C1       | 16  | GTi Engineering                | Vern Schuppan Christian Danner                           | Porsche Type-935 2,6 l Flat-6 Turbo | D     | -     | Accident              |
| Np.  | C1       | 34  | John Fitzpatrick Racing        | Franz Konrad David Hobbs                                 | Porsche 956                         | Y     | -     |                       |
| Np.  | C1       | 34  | John Fitzpatrick Racing        | Franz Konrad David Hobbs                                 | Porsche Type-935 2,6 l Flat-6 Turbo | Y     | -     |                       |
| Nq.  | B        | 105 | Hobby Rallye Ticino            | Jean-Pierre Frey Olindo Del-Thé Fabio Ciseri             | Porsche 930                         | ?     | -     |                       |
| Nq.  | B        | 105 | Hobby Rallye Ticino            | Jean-Pierre Frey Olindo Del-Thé Fabio Ciseri             | Porsche Type-930 3,3 l Flat-6 Turbo | ?     | -     |                       |
| Nq.  | B        | 107 | Franz Fuchs                    | Franz Fuchs Hartmut Bauer                                | Renault 5 Turbo                     | ?     | -     |                       |
| Nq.  | B        | 107 | Franz Fuchs                    | Franz Fuchs Hartmut Bauer                                | Renault 1,4 l I4 Turbo              | ?     | -     |                       |

## Pole position et record du tour
- Pole position :  Stefan Bellof (#2 Rothmans Porsche) en 1 min 28 s 680
- Meilleur tour en course :  Jonathan Palmer (#14 Canon Racing-GTI Engineering) en 1 min 32 s 750

## À noter
- Longueur du circuit : 4,542 km
- Distance parcourue par les vainqueurs : 940,194 km